# Kentucky Racing
Kentucky Racing est un jeu vidéo reprenant le concept d'un stand de fête foraine où chaque joueur doit lancer des boules sur un plan incliné pour faire avancer des chevaux mécaniques, le tout simulant une course hippique. Développé par Bizarre Developments et édité par Alternative Software, Kentucky Racing est sorti en 1990 sur Amstrad CPC, Commodore 64 et ZX Spectrum.
Inspiré du Kentucky Derby auquel il fait référence, le jeu fait concourir sur neuf courses trois chevaux dont seulement deux peuvent être joués. En fonction des trous dans lesquelles sont lancées les boules, le cheval correspondant avance plus ou moins rapidement voire peut sauter des obstacles. Selon le mode de jeu choisi, arriver le premier voire le deuxième d'une course permet l'accès à la suivante.
Kentucky Racing est plutôt mal reçu par la critique quelle que soit la plate-forme sur laquelle est développé le jeu. Sont principalement mis en cause le concept même du jeu, une musique de mauvaise qualité, le système de pointage pour lancer les boules qui relève plus de la chance que de l'habileté et l'ennui généré après quelques courses. C'est l'extrême mauvaise qualité du jeu qui est mis en exergue par la majorité des critiques. Seul un des sept rédacteurs ayant testé le jeu lui donne finalement une note au-dessus de la moyenne.
Ces différentes critiques n'empêchent pas une ré-édition du jeu dans la compilation 4 Most Super Sports, éditée également par Alternative Software trois ans plus tard en 1993 sur les mêmes plates-formes. Celle-ci ne reçoit pas vraiment un meilleur accueil de la profession qui ne trouve pas beaucoup d'intérêt aux quatre jeux proposés, à l'exception notable du jeu de basket-ball Basket Master. En 2015, Kentucky Racing fait également partie des mille jeux pré-installés de la console ZX Spectrum Vega.

## Système de jeu
Kentucky Racing reprend le principe d'un des stands des fêtes foraines,,,,,. Dans celui-ci, les joueurs lancent plusieurs boules sur un plateau,,, formant une pente,, en bois,, à l'image du billard japonais, l'ancêtre du flipper. En fonction des points marqués, ces lancers font avancer plus ou moins rapidement des chevaux mécaniques sur une piste, simulant ainsi une course hippique,,,,,,,,. Kentucky Racing reprend ainsi neuf courses traditionnelles, dont le Kentucky Derby qui donne son nom à ce jeu vidéo ; parmi ces courses, seuls deux types sont représentés, la course de plat et le steeple-chase.

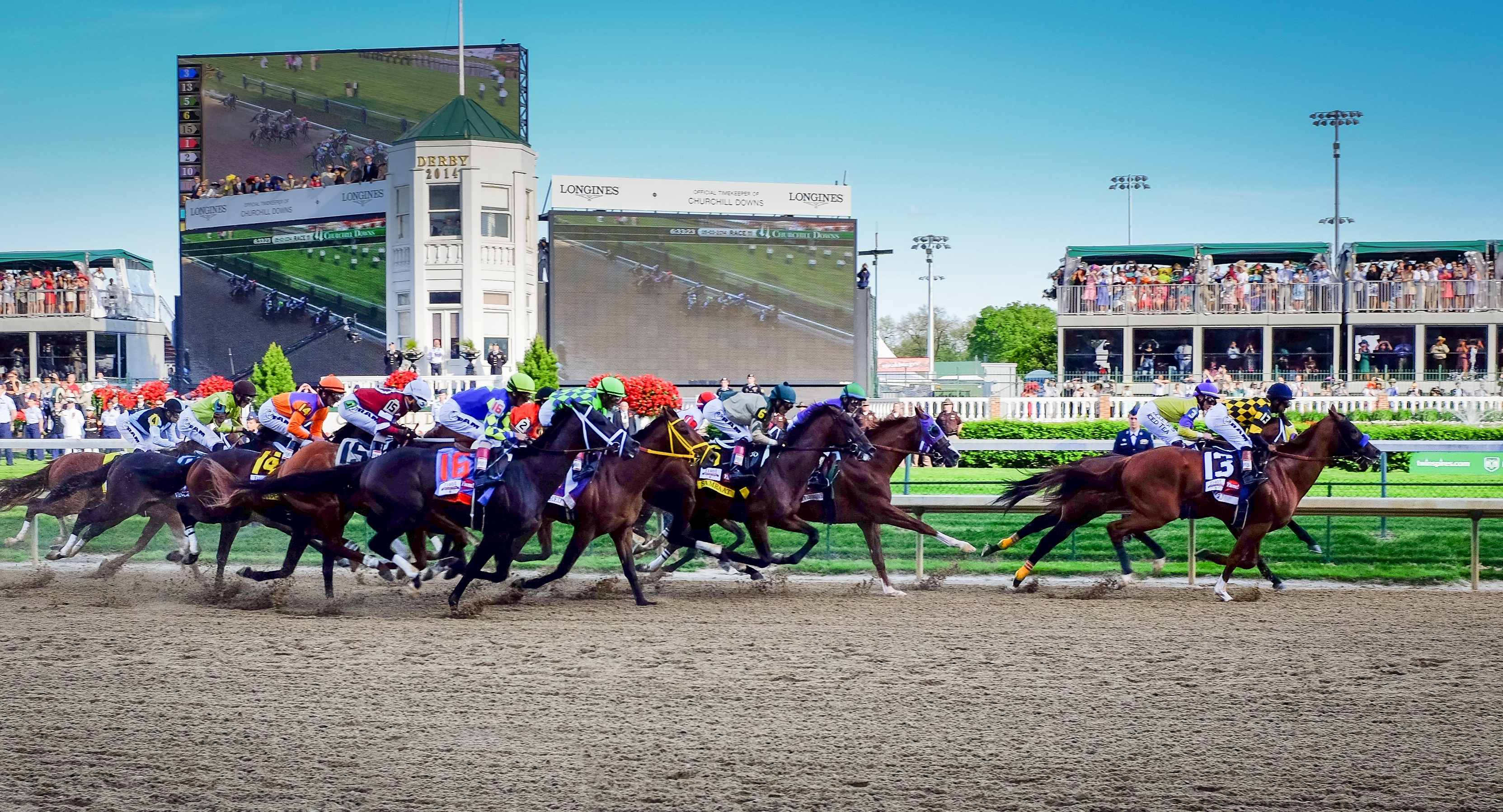
Kentucky Racing reprend le principe du jeu forain inspiré par le Kentucky Derby (ici, première partie de la course de 2014).

Le jeu peut se jouer seul ou à deux joueurs,,,,, et fait concourir trois chevaux pour chaque course : selon le cas, l'ordinateur contrôle le ou les deux chevaux restants,. Devant chacune des deux tables de billard affichées au bas de l'écran, un curseur sous forme de main effectue des allers-retours ; une pression sur le bouton de tir arrête le curseur et définit ainsi le positionnement du lancer tandis que sa puissance est définie par le temps plus ou moins long où ce bouton est appuyé,,. Réussir à lancer la boule dans un trou fait avancer le cheval du joueur, et plus le trou est loin, plus longue est la distance parcourue par le cheval,,. Par ailleurs, seuls certains trous permettent au cheval de sauter un obstacle,. Parmi ceux disponibles, le mode facile permet d'atteindre sans peine les trous et de réussir la course en finissant seulement deuxième. Une course gagnée permet alors de concourir à la suivante ; la répartition des trous sur la piste des billards en est changée en conséquence.

## Développement
Kentucky Racing est édité par Alternative Software,,,. Sur Commodore 64, la musique est une reprise de Camptown Races de Stephen Foster.

## Accueil
Clara Hodgson, rédactrice de Commodore Format et testeuse de la version Commodore 64 de Kentucky Racing, trouve que le concept-même du jeu est en soi assez « surréaliste » et « bizarre ». Sur ZX Spectrum, Rich Pelley, pigiste pour Your Sinclair, pense exactement la même chose et trouve le système de jeu trop « étrange » pour une simulation de course de chevaux et finalement, « plutôt ennuyeux » ; par ailleurs, pour lui, le gagnant est celui qui envoie ces boules le plus rapidement dans les trous du billard japonais. D'autre part, le rédacteur de Zzap!64 le rejoint sur la version Commodore 64, ainsi que Simon Forrester, rédacteur d'Amstrad Action, pour la version Amstrad CPC : tous trois déplorent le système de pointage qui relève plus de la chance que de l'habileté,,. Sur Commodore 64, Simon Forrester, également rédacteur de Commodore Format, précise ainsi avec son collègue Andy Hutchinson que la boule ne suit aucun modèle physique réaliste et que la main est située bien trop haut par rapport à la table pour pouvoir viser correctement. Sur CPC, Simon Forrester se plaint également de la lenteur des chevaux à se mouvoir ; il regrette de plus l'obligation d'entendre encore et toujours la même mélodie avant que ceux-ci ne se déplacent. Par ailleurs, Rich Pelley et le rédacteur de Zzap!64 trouvent que le challenge peine à se renouveler après seulement quelques courses,, point que soulève également Michael Suck, pigiste de Aktueller Software Markt pour la version Commodore 64. Clara Hodgson ne dit pas autre chose : pour elle, Kentucky Racing peut être « plaisant dans un premier temps »  mais devient rapidement lassant.
Pour Rich Pelley, les graphismes de la version ZX Spectrum ne rattrapent en aucun cas toutes les autres faiblesses de ce jeu, bien au contraire. De même, il trouve exécrable la musique ; concernant la version Commodore 64, il est rejoint en cela par Simon Forrester, et Andy Hutchinson. À l'inverse, ce sont deux points que Michael Suck présente comme légèrement positifs : si le son lui semble « supportable », les graphismes restent « raisonnables » à ses yeux. Simon Forrester rejoint sensiblement ses confrères à propos de la version CPC : pour lui, « les graphismes sont jolis et colorés » alors que la musique n'est pas du tout à la hauteur.

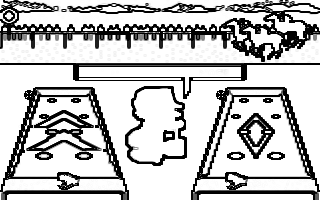
Représentation schématique de l'écran de jeu de Kentucky Racing : on y distingue le champ de course avec les trois chevaux en haut de l'écran ainsi que deux plateaux aux pentes inclinées sur la moitié basse ; à leur base, on remarque également les mains lanceuses de boules.

Si Rich Pelley donne une note finale de 29° sur ZX Spectrum, Michael Suck pense que le gameplay est peu recherché : il conclut le test d'un 3 / 12. Pour sa part, le rédacteur de Zzap!64 trouve « mauvaise » la qualité de la version Commodore 64 et la note 18 %. Un rédacteur de Commodore Format va encore plus loin et pointe dans le 34e numéro l'extrême faiblesse du système de jeu et conclut sa critique en le qualifiant de « lamentable ». Simon Forrester arrive au même constat et donne au jeu une note de 5 % quelques numéros plus tard. Sur ZX Spectrum, Jonathan Nash, rédacteur de Your Sinclair ne lui trouve même pas d'intérêt et l'affuble d'un 12 %. Sur CPC, Simon Forrester reste négatif, bien qu'un peu plus nuancé dans ses propos : s'il considère Kentucky Racing comme « pas très bon » en tant que jeu de course hippique, il trouve que la simulation de ce stand de fête foraine reste un « concept horrible » ; 25 % est la note qu'il donne à cette version.
Sur Commodore 64, Michael Suck trouve la commande de lancer assez plaisante. Ian Osborne, rédacteur en chef adjoint de Commodore Force, pense également que les commandes au joystick sont agréables. Par ailleurs, bien que ce dernier puisse noter qu'une adaptation en jeu vidéo se révèle bien moins enthousiaste que son équivalent forain — en cela, il rejoint l'avis de son confrère de Zzap!64 —, il ne trouve finalement comme seul défaut à Kentucky Racing que la similitude des chevaux représentés, donnant au joueur des difficultés à reconnaître celui qu'il dirige. Avec une note de 60 %, Ian Osborne est le seul à donner une note au-dessus de la moyenne à ce jeu.

## Postérité

### 4 Most Super Sports
En 1993, Kentucky Racing est ré-édité sous la compilation 4 Most Super Sports sur Amstrad CPC, Commodore 64, et ZX Spectrum. Éditée également par Alternative Software, celle-ci contient également les titres Basket Master et Championship Sprint sur ces trois plates-formes,, ainsi que Howzat sur ZX Spectrum et Cricket International sur Amstrad CPC et Commodore 64,.
La compilation obtient un accueil mitigé : ainsi, lorsqu'il a pu être testé — en effet, Simon Forrester, rédacteur d'Amstrad Action, n'a pas pu le faire pour la version CPC —, tous les avis s'accordent à penser que Basket Master est le meilleur de ces quatre jeux, ou, en tout cas, celui qui présente le plus de qualités. Cependant, si, sur Commodore 64, Ian Osborne, rédacteur en chef adjoint de Commodore Force, qualifie Kentucky Racing de « bouche-trou louable » et donne à la compilation la note de 60 %, Jonathan Nash, rédacteur de Your Sinclair, estime pour sa part que le seul jeu de basket-ball ne suffit pas à faire oublier la médiocrité des trois autres, et évalue 4 Most Super Sports à 20 % pour la version ZX Spectrum. Simon Forrester le rejoint pour les trois titres testés sur CPC : il estime que ceux-ci laissent à désirer tout en qualifiant Kentucky Racing de « jeu ringard » ; dans ce contexte, il donne une note finale de 25 % à cette compilation. Clara Hodgson, rédactrice de Commodore Format, est également de l'avis de ses deux derniers pour la version Commodore 64 : même si elle mentionne le prix modéré de cette compilation, elle n'en pense pas moins que cet argument ne fait pas le poids face aux trop nombreux défauts des jeux proposés et accorde à 4 Most Super Sports une note globale de 41 %.

### ZX Spectrum Vega

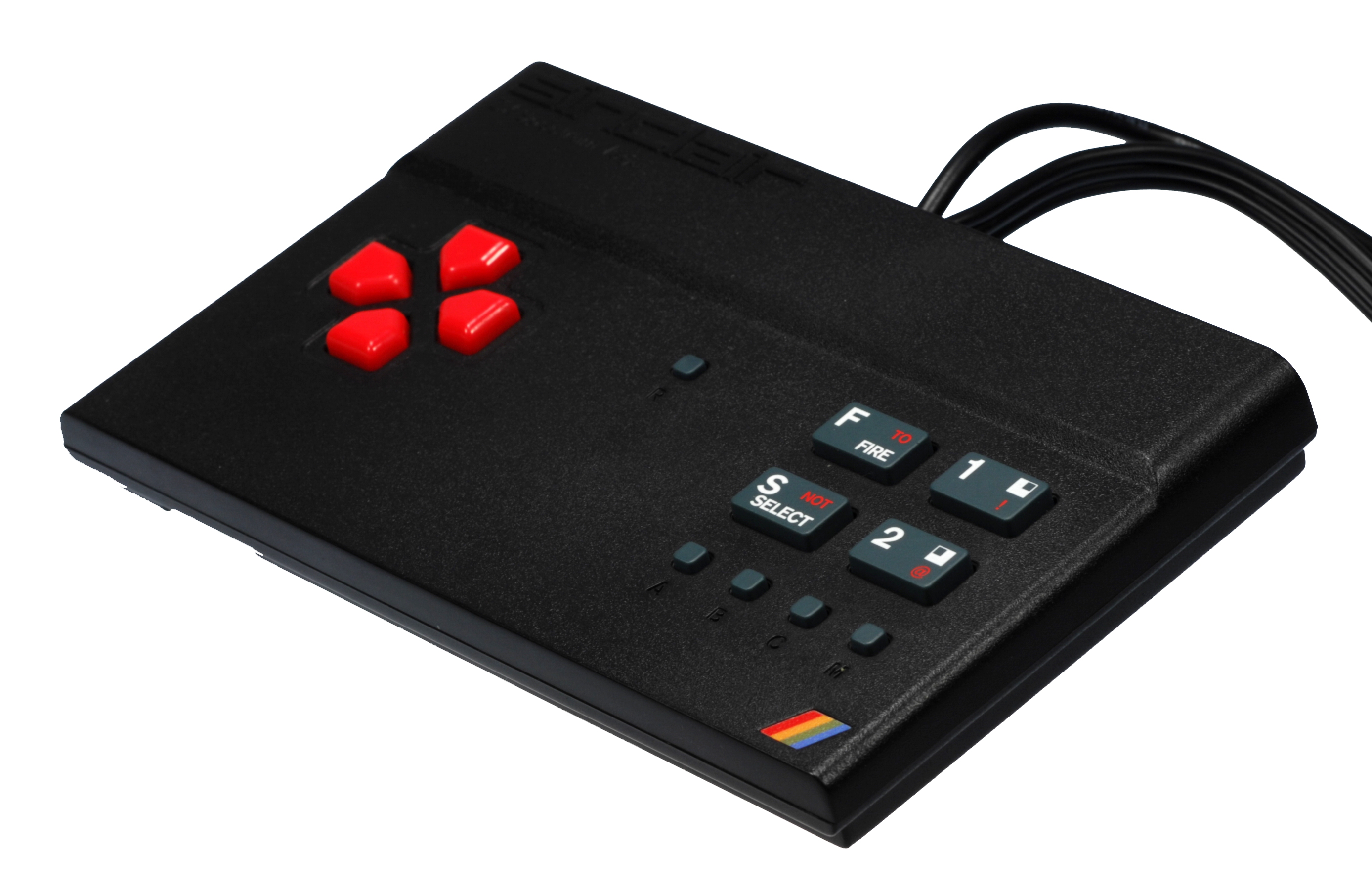
Kentucky Racing est émulé et fourni avec la console ZX Spectrum Vega.

À la suite d'une campagne de financement participatif,,,, la console ZX Spectrum Vega développée par Retro Computers,, sort le 24 août 2015. Émulant l'ordinateur ZX Spectrum, et approuvée par Clive Sinclair,,, fondateur de Sinclair Research, constructeur de ce même ordinateur, la ZX Spectrum Vega est fournie avec mille jeux pré-installés,,,,, dont Kentucky Racing fait partie.
Si ce dernier n'est pas spécifiquement testé lors de la sortie de cette console, celle-ci essuie quelques  critiques. Ainsi, si François Tonic, rédacteur en chef du mensuel Programmez !, et Craig Grannell, collaborateur de Stuff, soulignent la facilité de son utilisation ainsi que celle d'ajouts de jeux grâce à une carte SD, ils regrettent en revanche le peu d'ergonomie de la manette  et un clavier virtuel « [peu] pratique à utiliser » pour l'un et à l'utilisation « fastidieuse » pour l'autre. François Tonic déplore également le prix élevé de cette console, frein à l'achat de la ZX Spectrum Vega, et l'impossibilité de brancher un clavier physique. Et si Craig Grannell relève la très bonne émulation du ZX Spectrum, il regrette la qualité toute relative de l'affichage, due aux limitations de la sortie vidéo composite utilisée. C'est un point que soulève également Michael Rundle, rédacteur de Wired. Par ailleurs, celui-ci trouve que l'interface du choix des jeux est trop basique. Qualifiant cette console d'« assez horrible », il n'en recommande nullement l'achat. De même, Craig Grannell conclut son test en donnant deux étoiles sur cinq à la ZX Spectrum Vega.